# Linghem (Frankrijk)
Linghem is een gemeente in het Franse departement Pas-de-Calais (regio Hauts-de-France) en telt 230 inwoners (1999). De plaats maakt deel uit van het arrondissement Béthune.

## Geografie
De oppervlakte van Linghem bedraagt 3,6 km², de bevolkingsdichtheid is 63,9 inwoners per km².
De onderstaande kaart toont de ligging van Linghem (Frankrijk) met de belangrijkste infrastructuur en aangrenzende gemeenten.

## Demografie
Onderstaande figuur toont het verloop van het inwonertal (bron: INSEE-tellingen).